# Husova (Praha)
Husova ulice na Starém Městě v Praze spojuje křižovatku ulic Na Perštýně, Skořepka a Betlémské náměstí s Mariánským náměstím. Nazvána je podle mistra Jana Husa (1370–1415).

## Historie a názvy
Ulice je jednou z nejstarších komunikací na Starém Městě, ve středověku zde vedla důležitá cesta z Pražského hradu na Vyšehrad, po které mířily královské průvody do doby, než byla tradice změněna a Královská cesta začínala u Prašné brány. Jistou dobu to byla ulice s největší hustotou kostelů v Praze, což je dokladem velmi hustého osídlení zdejšího území.
Používané názvy:
- původní název "Vyšehradská"
- 14.–17. století – název "U svatého Jiljí" podle zdejšího kostela svatého Jiljí
- od 17. století do roku 1870 – název "Dominikánská" podle dominikánskeho kláštera přistaveného ke kostelu sv. Jiljí po roce 1626 dominikány
- od roku 1870 – "Husova", případně "Husova třída"
- v 19. století se část ulice od Mariánského náměstí ke Karlově ulici nazývala "Mariánská", podle zaniklého kostela Panny Marie Na louži
- v letech 1940-1945 – "Dominikanergasse"

## Budovy, firmy a instituce
- U Zeleného hroznu – Husova 1, Betlémské náměstí 6[5]
- Dům U Sladkých – Husova 2 a 4, Jilská 1[6]
- Betlémská kaple – Husova 3, Betlémské náměstí 4 a 5[7]
- Svatováclavský seminář – Husova 5, Zlatá 10[8]
- Palác Hochbergů z Hennersdorfu – Husova 7, Zlatá 12[9]
- Jesuitský dvůr – Husova 9, Zlatá 5[10]
- Palác U Beránka – Husova 11, Řetězová 12[11]
- U Tří divokých kachen – Husova 13, Řetězová 11[12]
- U Modrého hroznu – Husova 15[13]
- Clam-Gallasův palác – Husova 20, Mariánské náměstí 3
- Trauttmansdorffský palác – Husova 25, Mariánské náměstí 4, Seminářská 8